# 经颅微电流刺激疗法
经颅微电流刺激疗法（英語：Cranial electrotherapy stimulation）是一种對头部施加弱脉冲电流的治疗手段。有些研究人员和医生认為对治療焦虑、重性抑郁、失眠和心理压力等具有效用。
经颅微电流刺激技术自1977年起受美国食品药品监督管理局监管，并被FDA列入III类（Class III）医疗器械（ 一般控制及上市前审批）。自1960年代以来已经有数十万患者接受过经颅微电流刺激疗法。这种疗法仍然处于研究阶段。

## 历史
电疗法在两千年前即有应用。根据古罗马医生斯克里波尼乌斯·拉杰斯公元46年的著作《医学精选》（Compositiones Medicae），他曾用电鳐鱼放电给病人缓解各种症状，包括痛风和头疼。盖伦也曾推荐用这种会放电的鱼治病。
低强度电刺激疗法被认为源自18世纪乔万尼·阿尔狄尼、亚历山德罗·伏打等人对动物和人体的贾法尼电流研究。阿尔狄尼早在1794年就在自己身上做過头部贾法尼电流实验研究，并报道在1804年用直流低强度电流治癒过忧郁症患者。
当代对大脑低强度电流刺激研究始于1902年的法国。1949年，苏联曾研究应用经颅微电流刺激疗法治疗焦虑和睡眠障碍。
在1960年代和1970年代，医生和研究人员在人的眼部放置電極刺激头部已比较常见，电极放在眼部是因为当时认为放在其他部位，电流不会穿过头骨。后来发现，把电极放在耳垂更为方便和有效。
经颅微电流刺激疗法最初用于治疗失眠，被称为电睡眠疗法（electrosleep therapy）、经颅电流刺激疗法（Cranial-Electro Stimulation）和经颅电疗法（Transcranial Electrotherapy）。
1972年，玛格利特·帕特森医生研究出一种专门的经颅微电流刺激疗法，施加经颅电流脉冲，减轻病人不能摄取致瘾物质时的急性和慢性症状。她将之命名为“神经电疗法”（"NeuroElectric Therapy (NET)"）。

## 有效性
2012年，FDA发布的经颅微电流刺激器械治疗抑郁、焦虑和慢性疼痛的评估报告认为“目前几乎没有有关经颅微电流刺激疗法的高度可靠的高质量的研究”。比如，只有12.8% （39例中的5例）的研究用DSM标准确诊抑郁、焦虑和失眠。因此，FDA一致决定经颅微电流刺激器械继续归于III类医疗器械，因为“数据不支持其在安全性和有效性方面有合理的保证，并且有很高的致病和造成伤害的风险。” 
1970年代双盲对照试验表明，经颅微电流刺激疗法治疗抑郁方面，疗效不确定或无效。其中一项研究中，6位病人中有4位病人因为抑郁症状加重中途退出，2位病人重新有自杀倾向 。
1995年，《神经病与精神病学报》一篇论文应用元分析方法对焦虑症做了文献回顾，这篇论文认为，经颅微电流刺激疗法比安慰剂疗法显著有效，P值<0.05，但是，该论文引用的研究中，86%的研究没有做到充分双盲"， 所引用的绝大多数支持经颅微电流刺激疗法有效的研究的数据都不充分。
1999年学术期刊《认知康复学报》发表的一项对23位受试者研究发现，86%的受试者抑郁症症状有改善，86%的受试者状态型焦虑症状有改善，90%的受试者气质型焦虑症状有改善。对其中18位受试者做了18个月的跟踪研究，总体而言，他们比最初的研究中的情况持平或有改善。
2006年，一项对经颅微电流刺激疗法的元分析引用了67例研究，分析了2910名病人。研究给出经颅微电流刺激疗法对精神疾病改善状况如下：失眠改善62%，抑郁改善47%，焦虑改善58%，戒毒症状改善60%，认知功能障碍改善44%。各试验设计中平均改善状况接近。
学术期刊《神经学家》（The Neuroscientist）2010年的一篇论文研究发现，经颅微电流刺激能促进血清素、γ-氨基丁酸和内啡肽的分泌， 这可以解释经颅微电流刺激疗法有效的病例。
解剖模型计算机模拟分析预测， 经颅微电流刺激疗法会在大脑皮层结构或丘脑、岛叶和下丘脑等皮层下结构和脑干结构中产生显著的电流。
2002年出版的专著《The science behind cranial electrotherapy stimulation》引用了126例科学研究，包括人身试验和29例动物试验。约有145例人身试验已经完成，超过8800人接受过经颅微电流刺激。
一项前导性研究表明，经颅微电流刺激疗法可以减轻广泛性焦虑症症状负荷，在6周的研究过程中，病人汉密尔顿焦虑量表 （HARS）指标下降。但是，这项研究病人样本较少，并且没有控制组。
但是对34例对照试验（涉及767名应用经颅微电流刺激疗法的病人和867名控制组病人）系统审视发现，77%（34例研究中的26例）的研究经颅微电流刺激疗法显著改善焦虑症状。
还有研究将经颅微电流刺激疗法应用于止疼和减轻牙科病人的焦虑。
一项历时3周的随机对照试验发现，经颅微电流刺激疗法可以显著改善纤维肌痛症病人的睡眠模式。一项纵向失眠研究发现，受试者在历时两年的跟踪研究中改善了症状，P值<0.0008。
发表在同行评议的医学学术期刊里的多项研究发现，经颅微电流刺激疗法治疗抑郁和焦虑方面统计上有明显效果，

## 监管
在美国，经颅微电流刺激技术受美国食品药品监督管理局监管，并被列入III类（Class III）医疗器械，病人要接受经颅微电流刺激疗法必须凭处方或由执业医疗从业者进行。开具经颅微电流刺激疗法处方的医疗从业者需要根据所在州规定有相应许可证。医疗从业者包括医生、精神科医师、执业护理师、心理医生、医师助理、職能治療師。
根据1976年《联邦食品、药品和化妆品法醫療器材修正案》，制造商只要能证明安全性和有效性，经过FDA批准就可以进入此市场，采用的是510(k)程序，而非上市前批准程序。现在，美国和加拿大各有三家和一家主要的制造商。
2002年，中国国家食品药品监督管理局批准经颅微电流刺激疗法的引进。

## 机制
经颅微电流刺激疗法的确切机制尚不清楚。有人提出经颅微电流刺激可以减轻造成情绪失调的那些精神压力，与补品作用类似，平衡人的生理系统，这一特点使人不对经颅微电流刺激上瘾，而是借此行成新的习惯。
有人提出经颅微电流刺激的作用机制是，电流脉冲可以提升神经细胞产生血清素、多巴胺、脱氢表雄酮和内啡肽等神经递质的能力，稳定神经激素系统。
电流使大脑中血清素、多巴胺、去甲肾上腺素等含量增高，使皮质醇含量降低。经过经颅微电流刺激疗法治疗后，患者处于“警惕但放松”的状态，表现在脑电图上，α脑电波增加而δ脑电波减少。
在经颅微电流刺激期间，电流主要作用于下丘脑，电极置于乳突部位，接近人的面部，電腦模拟表明，皮层和下皮层会感应出近于同样大小的电流。这一電腦模拟结果有潜在的临床意义。